# Явішовиці
Явішовиці (пол. Jawiszowice) — село в Польщі, у гміні Бжеще Освенцимського повіту Малопольського воєводства.
Населення — 6743 особи (2011).
У 1975-1998 роках село належало до Катовицького воєводства.

## Демографія
Демографічна структура станом на 31 березня 2011 року:
|          | Загалом | Допрацездатний вік | Працездатний вік | Постпрацездатний вік |
| -------- | ------- | ------------------ | ---------------- | -------------------- |
| Чоловіки | 3399    | 642                | 2492             | 265                  |
| Жінки    | 3344    | 600                | 2203             | 541                  |
| Разом    | 6743    | 1242               | 4695             | 806                  |